# Donald (Oregon)
Pour les articles homonymes, voir Donald.
Donald est une ville américaine située dans l'État de l'Oregon et dans le Comté de Marion (Oregon).

## Démographie
Au recensement de 2010, sa population était de 979 habitants dont 347 ménages et 281 familles résidentes. La densité de population était de 1 718,2 hab/km2
La répartition ethnique était de 88,3 % d'Euro-Américains et 11,7 % d'autres races.
En 2000, le revenu moyen par habitant était de 16 752 dollars avec 6,9 % vivant sous le seuil de pauvreté.

## Source
- (en) Cet article est partiellement ou en totalité issu de l’article de Wikipédia en anglais intitulé « Donald, Oregon » (voir la liste des auteurs).